# Laurito
Laurito és un municipi italià de la província de Salern, a la Campània. Es troba a 475 msnm. El 2025 tenia una població estimada de 663 habitants.